# Roberto Vacca
Roberto Vacca (n. 31 mai 1927, Roma) este un scriitor italian de literatură științifico-fantastică, inginer, matematician și autor de popularizare a științei.

## Biografie
Roberto Vacca s-a născut  la Roma la 31 mai 1927.  Tatăl său, Giovanni Vacca, era matematician dar preda limba chineză, iar mama sa, Virginia de Bosis, era o orientalistă celebră care la 70 de ani  a început să scrie romane polițiste.
În 1960 ia licența în inginerie electronică.

## Lucrări scrise
- Robotul și minotarurul (Il robot e il minotauro), 1963. Roman științifico-fantastic
- Esempi di avvenire, 1965. Colecție de povestiri science fiction.
- La morte di megalopoli, 1974. Roman de ficțiune apocaliptică.
- Greggio e pericoloso, 1975. Roman de ficțiune economică
- Perengana, 1977. Roman  satiric.
- La Suprema Pokazuka, 1980. Roman de ficțiune economică.
- Tutto mistero, 1984. Povestiri pentru tineret.
- Il labirinto della memoria, 1988. Roman.
- Dio e il computer, 1989. Roman giallo.
- Questo barbaro dominio, 1991. Roman giallo.
- Carezzate con terrore la testa dei vostri figli, 1992.
- Una sorta di traditori, 1997. Roman istoric.
- Kill?, 2005. Roman de ficțiune politică

### Povestiri (selecție)
- Un paradis pentru Tursio (Un paradiso per Turzio, 1966)